# マチコナイト
『マチコナイト』は、2013年10月から2014年3月までかつ2014年10月から2015年3月まで、RKB毎日放送（RKBラジオ）で放送されていた夜の情報番組である。

## 番組概要
福岡の街ネタ・トレンド情報を中心に構成される番組で、2013年度はVoicebookシリーズのコンテンツの1つだった。
番組タイトルは「街来ないと?」と「町田・小山の夜」がかかっている。

## 放送時間
- 水曜日 20:00 - 22:00 (JST。2013年10月 - 2014年3月)
- 火曜日 19:30 - 22:00 (JST。2014年10月 - 2015年3月)

## パーソナリティ
- 町田隼人
- 小山正代

## コーナー
- マッチ―の週末イベント情報
- 突撃!怒りの晩ごはん!
- 町田隼人のふくらはぎ日記
- 小山正代のダメよ～ダメダメ
- アップリサーチ
- マチコナイト、最新エリアトレンド!
- Music Update
- マチコ、ブックストア!
- CHIKUGO ローカルインフォメーション